# Nāḩiyat Atārib
Nāḩiyat Atārib (arabiska: ناحية أتارب) är ett subdistrikt i Syrien.   Det ligger i provinsen Aleppo, i den nordvästra delen av landet, 290 km norr om huvudstaden Damaskus.
Trakten runt Nāḩiyat Atārib består till största delen av jordbruksmark. Runt Nāḩiyat Atārib är det ganska tätbefolkat, med 86 invånare per kvadratkilometer.